# Elbeenus lauramartinae
Elbeenus lauramartinae är en korallart som beskrevs av Philip Alderslade 2002. Elbeenus lauramartinae ingår i släktet Elbeenus och familjen Alcyonidae. Inga underarter finns listade i Catalogue of Life.